# La Caldereta
La Caldereta este o arie protejată (arie specială de conservare — SAC, sit de importanță comunitară — SCI) din Spania întinsă pe o suprafață de 18 ha, integral pe uscat.

## Localizare
Centrul sitului La Caldereta este situat la coordonatele 27°44′31″N 18°00′51″W / 27.742°N 18.0143°V.

## Înființare
Situl La Caldereta a fost declarat sit de importanță comunitară în octombrie 1999 pentru a proteja un număr necunoscut de specii din flora spontană și fauna sălbatică aflate în arealul zonei. Situl a fost protejat și ca arie specială de conservare în ianuarie 2010.

## Biodiversitate
Situată în ecoregiunea , aria protejată conține 1 habitat natural: Pajiști macaroneziene cu vegetație endemică.
La baza desemnării sitului se află un număr nedeclarat de specii protejate.